# Jedlina-Zdrój
Jedlina-Zdrój é um município da Polônia, na voivodia da Baixa Silésia e no condado de Wałbrzych. Estende-se por uma área de 17,45 km², com 4 942 habitantes, segundo os censos de 2016, com uma densidade de 283,2 hab/km².